# Cyanoramphus hochstetteri
El perico de Reischek o perico frentirrojo de las Antípodas (Cyanoramphus hochstetteri) es una especie de ave psittaciforme de la familia Psittaculidae endémica de la isla principal del archipiélago de las Antípodas, una isla subantártica neozelandesa de 20 km² que comparte con su congénere el perico de las Antípodas.

## Descripción
Mide alrededor de 28 cm de largo. Su plumaje es de color verde, salvo la frente y una pequeña mancha tras el ojo que son rojas y sus plumas primarias que son de color azul celeste. Su pico es robusto y muy curvado hacia abajo, y es blanquecino con la punta negra. Su cola es ancha y con plumas escalonadas.

## Taxonomía y etimología
Su nombre común conmemora al naturalista que lo describió científicamente, Andreas Reischek, que recolectó los primeros especímenes de la especie en 1888 y lo denominó Platycercus hochstetteri por el hijo de su amigo, el geólogo austriaco Ferdinand von Hochstetter, que hizo un sondeo geológico de Nueva Zelanda.
Anteriormente se consideró que el perico de Reischek era una subespecie del perico maorí cabecirrojo (Cyanoramphus novaezelandiae), que tiene una apariencia parecida, pero posteriormente, en 2001, se separó junto al perico de Macquarie a causa de las diferencias genéticas encontradas en los estudios de ADN del género realizados por Wee Ming Boon y su equipo. Aunque después la procedencia de las supuestas muestras de perico de Macquarie resultaron ser de perico de las Antípodas.

## Comportamiento

### Alimentación
El perico de Reischek se alimenta de flores de hierbas del género Poa, hojas, semillas y frutos, además de invertebrados como las larvas de mosca del guano de las colonias de pingüinos. También consume carroña como los cadáveres de petreles y albatros.

## Estado de conservación
Aunque la población de perico de Reischek es estable, su limitada área de distribución lo hace potencialmente vulnerable a peligros como la introducción accidental de roedores en su isla natal. El la clasificación de especies amenazadas de Nueva Zelanda está incluido como en el apartado área restringida.